# Atlante FC
Atlante Fútbol Club S.A. de C.V., zkráceně Atlante FC, je mexický fotbalový klub sídlící dnes ve městě Cancún, ve státě Quintana Roo. Až do roku 2007 ale sídlil v hlavním městě Mexika. Hraje na stadionu Estadio Andrés Quintana Roo. Tým byl 3× mistrem Mexika a 2× vyhrál Ligu mistrů CONCACAF. Má modro-červené dresy.

## Historie
Klub byl založen roku 1918 pod názvem Sinaloa. Roku 1919 se změnil na Lusitania, roku 1920 na U-53 a roku 1921 na Atlántico, nakonec Atlante. Jméno dostal v reakci na boje v Atlantském oceánu za 1. světové války.
V letech 1978 až 1989 byl klub ve veřejných rukách (Instituto Mexicano del Seguro Social, potom Departamento del Distrito Federal).
V roce 2007 se klub přestěhoval z Mexika do Cancúnu a hned vyhrál svůj třetí, zatím poslední, titul mistra Mexika.

## Úspěchy

### Domácí

#### Profesionální éra
- Mexican Primera División: 3

1946–47, 1992–93, Apertura 2007
- Copa México: 3

1941–42, 1950–51, 1951–52
- Campeón de Campeones: 2

1941–42, 1951–52

#### Amatérská éra
- Campeonato del Distrito Federal: 2

1931–32, 1940–41

### Mezinárodní
- Liga mistrů CONCACAF: 2

1983, 2008–09